# Twyrdica (obwód Burgas)

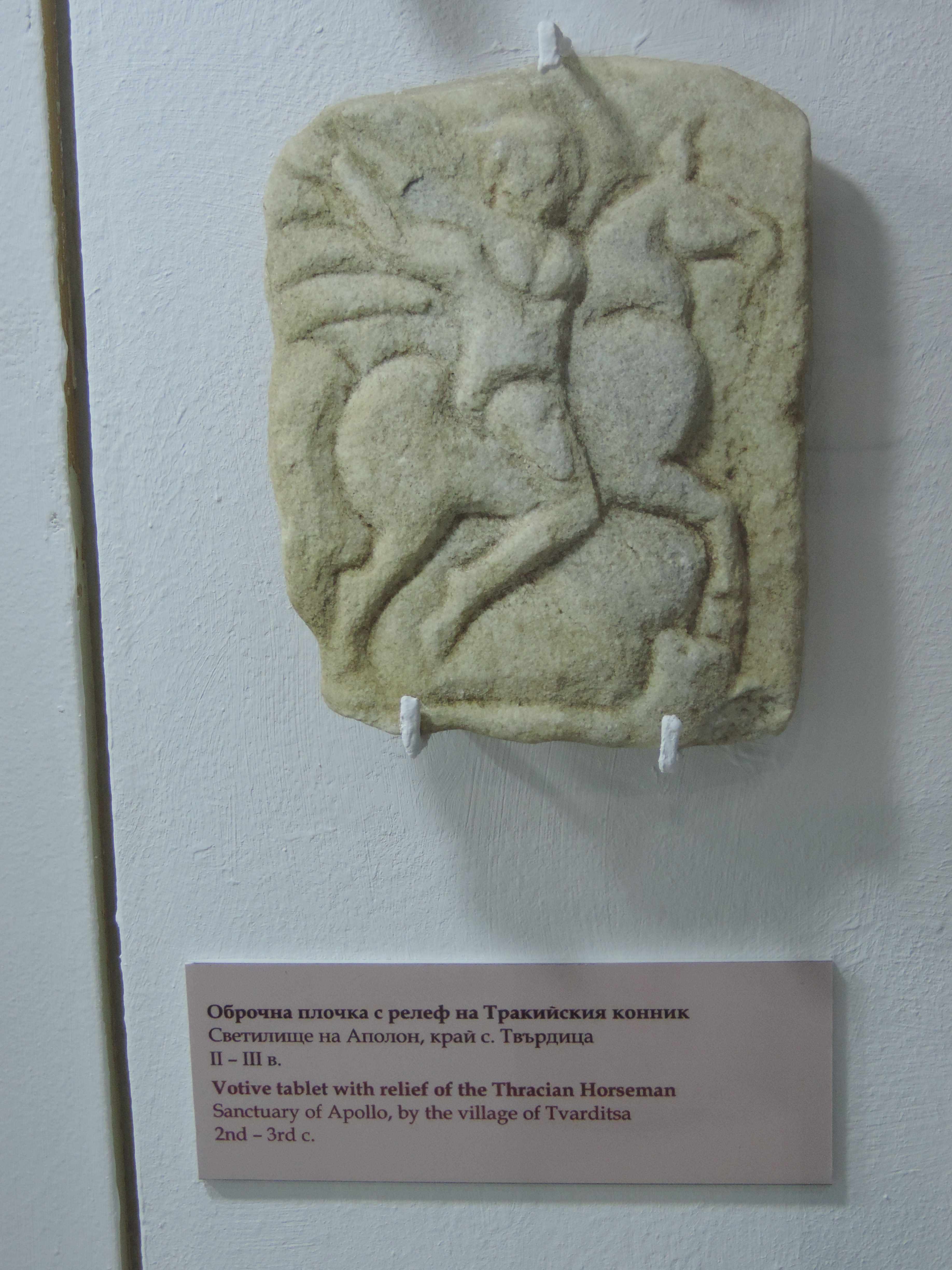
Tablica z trackim jeźdźcem znaleziona w pobliżu wsi. Obecnie eksponat muzeum archeologicznego w Burgas

Twyrdica (bułg. Твърдица) – wieś w południowo-wschodniej Bułgarii, w obwodzie Burgas, w gminie Burgas. Według danych Narodowego Instytutu Statystycznego, 31 grudnia 2011 roku wieś liczyła 481 mieszkańców.